# 日吉村 (愛媛県越智郡)
日吉村（ひよしむら）は、愛媛県越智郡にあった村である。
1920年（大正9年）に今治町と合併して今治市となり、自治体としては消滅した。現在の今治市の中心市街地の一角をなす。

## 地理
今治平野のほぼ中央、蒼社川左岸（北岸）で、今治町と接する。
村名の由来
日吉郷の名はすでに鎌倉時代の古文書に見える。この日吉郷は大浜も含むかなり広い地理的範囲を指したものとみられている。
川
蒼社川

## 歴史
近世
今治藩領。境界を接する今治とともに江戸時代より発展し街を形成していた。
近代
明治時代後期以降、繊維工業関係の工場が今治から多数進出して一段と栄え、工業都市今治の礎を築いた。
また、合併して今治市になって以降も、大正13年の今治駅の設置や旧市街地から学校の移転などにより、発展を続けた。

### 村の沿革
- 1889年（明治22年）12月15日 - 町村制施行に伴い越智郡日吉村，別宮村，蔵敷村が合併して日吉村が成立。
- 1920年（大正9年）2月11日 - 今治町（いまばりちょう）と合併、市制施行して今治市となり、自治体としては消滅した。

```
日吉村の系譜
（町村制実施以前の村）　（明治期）　　　　　　　　　（昭和の合併）　（平成の合併）
　　　　　　　　　　　　町村制施行時
　　　　　　　　　　　　　　　　　う　　え　お　か　き　く
　　　　　　　　　　　今治町━━今治市━┳━┳━┳━┳━┳━━━━┓
　　　　　　　　　　　　　　　　　┃　　┃　┃　┃　┃　┃　　　　┃
日吉　　━━━┓　　　　　　　　　┃　　┃　┃　┃　┃　┃　　　　┃
別宮　　━━━╋━━━日吉村━━━┛　　┃　┃　┃　┃　┃　　　　┃
蔵敷　　━━━┛　　　　　　　　　　　　┃　┃　┃　┃　┃　　　　┃
　　　　　　　　　　　　　　　　　　　　┃　┃　┃　┃　┃　　　　┃
　　　　　　　　　　　近見村━━━━━━┛　┃　┃　┃　┃　　　　┃
　　　　　　　　　　　立花村━━━━━━━━┛　┃　┃　く　　　　┃
　　　　　　　　　　　桜井村━桜井町━━━━━━┫　┃　　　　　　┃
　　　　　　　　　　　　　　　い　　　　　　　　┃　┃　　　　　　┃
　　　　　　　　　　　富田村━━━━━━━━━━┫　┃　　　　　　┃
　　　　　　　　　　　清水村━━━━━━━━━━┫　┃　　　　　　┃
　　　　　　　　　　　日高村━━━━━━━━━━┫　┃　　　　　　┃
　　　　　　　　　　　乃万村━━━━━━━━━━┫　┃　　　　　　┃
　　　　　　　　　　　　　　　　　　　　　　　　┃　┃　　　　　　┃平成17年1月16日
　　　　　　　　　　　波止浜村━━波止浜町━━━┛　┃　　　　　　┃新設合併
　　　　　　　　　　　　　　　　　　あ　　　　　　　┃　　　　　　┣今治市
　　　　　　　　　　　　　　　　　　　　　　　　　　┃　　　　　　┃
　　　　　　　　　　　　　　　　　　　　吉海町━━━┻━━━━━━┫
　　　　　　　　　　　　　　　　　　　　　　　　　　　　　　　　　┃
　　　　　　　　　　　　　　　　　　　　　　　　　　　く┃　　　　┃
　　　　　　　　　　　　　　　　　　　　波方町━━━━━┻━━━━┫
　　　　　　　　　　　　　　　　　　　　朝倉村━━━━━━━━━━┫
　　　　　　　　　　　　　　　　　　　　玉川町━━━━━━━━━━┫
　　　　　　　　　　　　　　　　　　　　大西町━━━━━━━━━━┫
　　　　　　　　　　　　　　　　　　　　菊間町━━━━━━━━━━┫
　　　　　　　　　　　　　　　　　　　　宮窪町━━━━━━━━━━┫
　　　　　　　　　　　　　　　　　　　　伯方町━━━━━━━━━━┫
　　　　　　　　　　　　　　　　　　　　上浦町━━━━━━━━━━┫
　　　　　　　　　　　　　　　　　　　　大三島町━━━━━━━━━┫
　　　　　　　　　　　　　　　　　　　　関前村━━━━━━━━━━┛

あ – 明治41年1月1日 波止浜村が町制施行、波止浜町に
い – 大正6年10月1日 桜井村が町制施行、桜井町に
う – 大正9年2月11日 今治市、日吉村と合併、市制施行
え – 昭和8年2月11日 今治市が近見村を編入
お – 昭和15年1月1日 今治市が立花村を編入
か – 昭和30年2月1日 今治市が桜井町、富田村、清水村、日高村、乃万村を編入
き – 昭和30年8月1日 境界変更により吉海町より馬島を今治市へ編入
く – 昭和35年5月1日 境界変更により波方町大字大浦の一部を今治市へ編入

（注記）日吉村以外の合併以前の系譜はそれぞれの市町村の記事を参照のこと。

```

## 地域
合併成立前の旧3箇村がそのまま大字となった。
日吉（ひよし）、別宮（べっく）、蔵敷（くらしき）
役場は大字蔵敷に設置した。

## 交通
乃万街道と西条街道とが交わり、交通の便はよかった。今治市となって後のことではあるが、国鉄今治駅も設置された。